# П'ятий Войковський проїзд
П'ятий Войковський проїзд (рос. Пятый Войковский проезд) — тупикова вулиця у Північному адміністративному окрузі міста Москви на території району «Войковський». Проходить від Першого Войковського проїзду до будинку № 18. Нумерація будинків ведеться від Першого Войківського проїзду.

## Назва
Проїзд названий у 1929 році у зв'язку з близькістю до заводу ім. Войкова (нині не існує).
У пострадянський час різні громадські організації неодноразово пропонували перейменувати проїзд, але невдало. Одним з варіантів назви пропонувався 5-й Волківський проїзд (на честь космонавта В. М. Волкова, і розташованої поруч вулиці його імені).

## Опис
Проїзд починається від кінця Першого Войковського проїзду і закінчується тупиком біля будинку № 18. Напрям — з півдня на північ з плавним вигином на північний схід.
Автомобільний рух — по одній смузі в кожну сторону, дорожня розмітка присутня лише на самому початку. Світлофорів і нерегульованих пішохідних переходів немає. Тротуарами обладнана лише парна сторона, і то частково. Примикань ні ліворуч, ні праворуч немає.
Уздовж проїзду на всій його довжині проходить лінія Малого кільця Московської залізниці. На початку проїзду вхід до парк «Покровське-Стрешнєво».

## Будинки і споруди

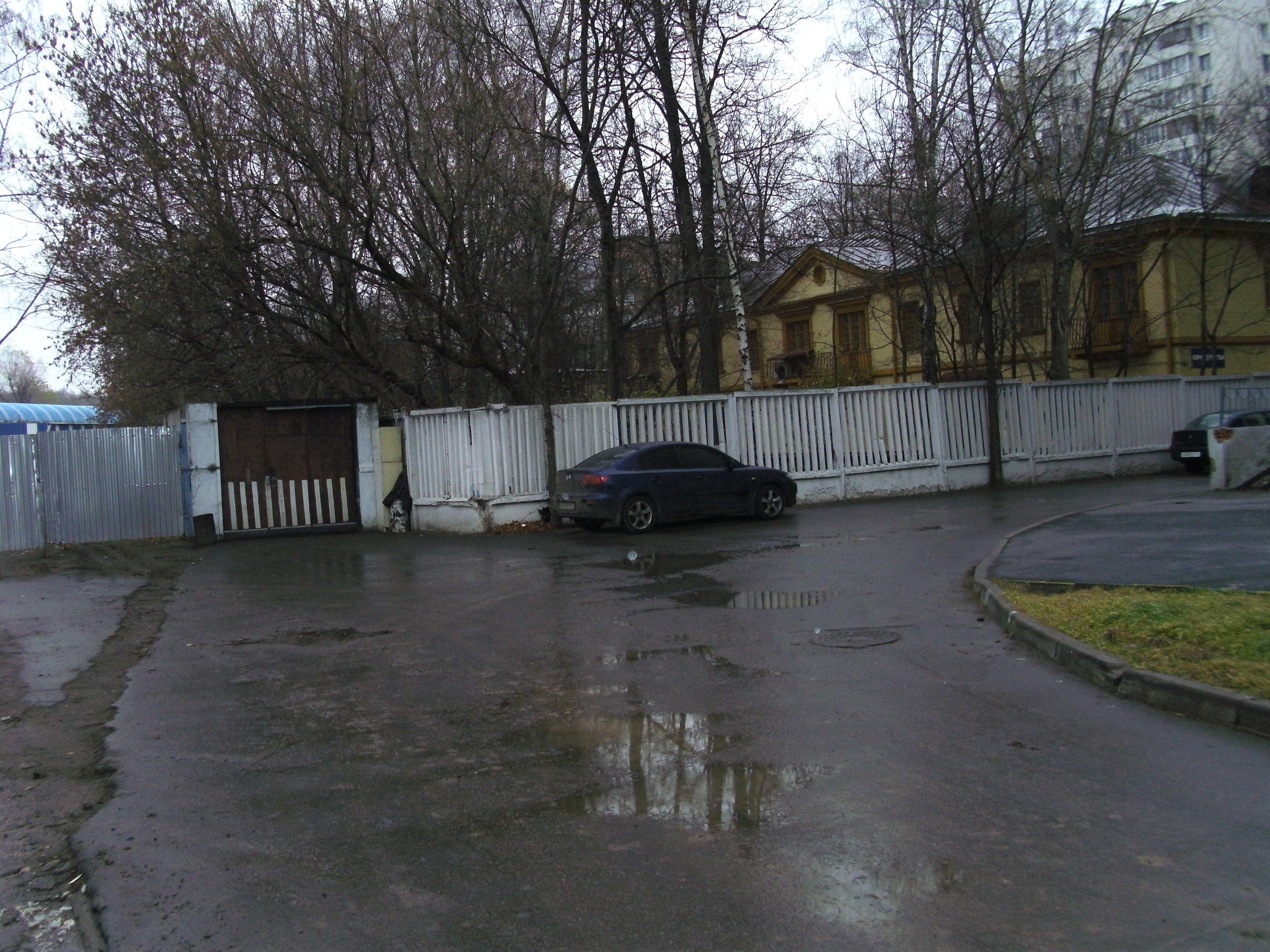
Кінець проїзду. Тупик у б. № 18

Непарна сторона на всьому протязі забудована гаражами (автостоянка № 119 району «Войковський»).
Непарна сторона
- № 12 — медико-санітарна частина № 51 (знаходиться в процесі будівництва)
- № 12/4 — електропідстанція
- № 14б — дитячий сад № 1 167
- № 16 — ДЕЗ району «Войківський», диспетчерська № 28 інженерної служби району «Войківський»
- № 18 — «Мосміськснабпродторг» — підприємство № 5 (дрібнооптова база)

## Громадський транспорт
Наземний громадський транспорт на проїзді не ходить.
- Станція метро «Войковська» — в 700 метрах від початку проїзду і в 500 метрах від його кінця.
- Залізничні платформи:
  - «Ленінградська» — у 600 метрах від початку проїзду
  - «Покровсько-Стрешнєво» — в 700 метрах від початку проїзду